# یژی موس
یژی موس (لهستانی: Jerzy Moes؛ زادهٔ ۲۹ سپتامبر ۱۹۳۵) بازیگر اهل لهستان است.
از فیلم‌ها یا برنامه‌های تلویزیونی که وی در آن نقش داشته‌است، می‌توان به سرنوشت‌های لهستانی، درست آن سوی این جنگل، یاوه‌نویس،‌ چگونه جنگ جهانی دوم را آغاز کردم، کونگ-فو، نخستین روز آزادی، دارکوب، رانندگان جایگزین، گفتار پایانی نورنبرگ، ورای تخت جراحی، لهستان بازسازی‌شده، وقتی منو بگیری باهام چکار می‌کنی؟، عملیات هیملر، سیل، نامت را به‌خاطر بسپار، چهل‌ساله، برادر الهی ما، به تاخت، سربازان آزادی و لوتنا اشاره کرد.